# 룬다밧줄다람쥐
룬다밧줄다람쥐(Funisciurus bayonii)는 다람쥐과에 속하는 설치류의 일종이다. 앙골라와 콩고민주공화국에서 발견된다. 자연 서식지는 습윤 사바나 지역이다.